# Borneose rivierschildpad
De Borneose rivierschildpad of Maleisische reuzenmoerasschildpad (Orlitia borneensis) is een schildpad uit de familie Geoemydidae. De soort werd voor het eerst wetenschappelijk beschreven door John Edward Gray in 1873. Later werd de wetenschappelijke naam Clemmys (Heteroclemmys) gibbera gebruikt. Het is de enige soort uit het monotypische geslacht Borneose rivierschildpadden (Orlitia).

## Uiterlijke kenmerken
De Borneose rivierschildpad is een grote soort die een schildlengte tot 80 centimeter kan bereiken. In totaal, inclusief poten en staart, kan het dier langer worden dan een meter.
Het ovale schild is koepelvormig en zeer donkergrijsbruin tot zwart van kleur. Jongere dieren hebben een wat gekromde schildvorm, bij oudere dieren trekt dit weg. De schildvorm verandert naarmate het dier ouder wordt en bij volwassen exemplaren is het niet meer te zien. De huid is lichtgrijs tot zwart en de grote kop eindigt in een spitse snuit. De tenen dragen goed ontwikkelde zwemvliezen. De mannetjes zijn van vrouwtjes te onderscheiden door een langere en dikkere staart.

## Algemeen
De Borneose rivierschildpad komt voor in Maleisië, Sumatra en Borneo. De habitat bestaat gezien de grotere lengte uit wat grotere en diepere wateren als meren en brede rivieren met stilstaand of niet al te snel stromend water. De schildpad is niet erg handig op het land, en is sterk aan water gebonden. Het is niet bekend waar de schildpad precies van leeft, de brede kaken suggereren een plantaardig dieet maar er is bekend dat dierlijk voedsel als vlees, vis en zelfs ingeblikt hondenvoer wordt aangenomen, zowel op het land als in het water.
Ook over de voortplanting is weinig bekend, de eitjes zijn langwerpig en ongeveer 40 bij 80 mm, net uitgekomen juvenielen zijn ongeveer 6 centimeter lang. Waarschijnlijk maakt het vrouwtje een nest van plantaardig materiaal.

## Status
Vroeger werd de soort massaal verkocht op de plaatselijke markt ter consumptie, tegenwoordig is de schildpad zeldzamer. De soort wordt nog steeds gevangen ter consumptie. Het vlees is meer dan 10 dollar per kilo waard en een groter exemplaar is al snel 40 tot 50 kilo. Ook het schild is geld waard als souvenir. Een aantal dierentuinen waaronder Burgers' Zoo hebben enkele exemplaren en hebben met succes met de dieren gekweekt. De schildpadden in Burger's Zoo zijn in beslag genomen exemplaren.